# Fußball-Südamerikameisterschaft der Frauen 2010
Die 6. Fußball-Südamerikameisterschaft der Frauen (spanisch Sudamericano Femenino) fand vom 4. bis 21. November 2010 in Ecuador statt. Ecuador war damit zum ersten Mal Gastgeber des Turniers. Der Titelverteidiger war Argentinien. Das Turnier diente als Qualifikation für die Weltmeisterschaft 2011 in Deutschland und die Olympischen Spiele 2012 in London. Brasilien konnte sich bereits am 2. Spieltag der Finalrunde den Titel und die WM-Teilnahme sichern. Kolumbien sicherte sich mit einem Sieg gegen Titelverteidiger Argentinien am letzten Spieltag den zweiten Platz und die erste WM- sowie die erste Olympiateilnahme.

## Modus
Die zehn teilnehmenden Mannschaften wurden im Rahmen einer Auslosung auf zwei Gruppen zu je fünf Mannschaften aufgeteilt. Innerhalb der Gruppen spielte jede Mannschaft einmal gegen jede andere. Für einen Sieg gab es drei Punkte, für ein Unentschieden einen Punkt und für eine Niederlage keinen Punkt. Die jeweils ersten beiden Mannschaften der Gruppen erreichten die Finalrunde, wo erneut jede Mannschaft einmal auf jede andere traf. Auch hier gab es für einen Sieg drei Punkte, für ein Unentschieden einen Punkt und für eine Niederlage null Punkte. Die beiden Erstplatzierten Mannschaften der Endrunde sind für die Weltmeisterschaft 2011 und die Olympischen Spiele 2012 qualifiziert.

## Stadien
Die Spiele fanden in den Städten Ambato, Azogues, Cuenca, Latacunga, Loja, Quito und Riobamba statt und damit erstmals in verschiedenen Orten. Die Hauptstadt Quito war Schauplatz der Spiele der Finalrunde. Alle Spielorte liegen zwischen 2.000 und 2.850 m Höhe.
- Ambato – Estadio Bellavista – 19.337 Plätze
- Azogues – Estadio Jorge Andrade Cantos – 8.500 Plätze
- Cuenca – Estadio Alejandro Serrano Aguilar – 20.730 Plätze
- Latacunga – Estadio La Cocha – 15.220 Plätze
- Loja – Estadio Federativo Reina del Cisne – 14.934 Plätze
- Quito – Estadio Olímpico Atahualpa – 40.948 Plätze
- Riobamba – Estadio Olímpico de Riobamba – 18.936 Plätze

## Teilnehmer
Am Turnier nahmen die folgenden Mannschaften teil:
| Gruppe A | Argentinien | Bolivien  |
| Chile    | Ecuador     | Peru      |
| Gruppe B | Brasilien   | Kolumbien |
| Paraguay | Uruguay     | Venezuela |

## Vorrunde

### Gruppe A
| Pl. | Land        | Sp. | S | U | N | Tore    | Diff. | Punkte |
| --- | ----------- | --- | - | - | - | ------- | ----- | ------ |
| 1.  | Chile       | 4   | 3 | 0 | 1 | 009:400 | +5    | 09     |
| 2.  | Argentinien | 4   | 3 | 0 | 1 | 007:200 | +5    | 09     |
| 3.  | Ecuador     | 4   | 3 | 0 | 1 | 008:600 | +2    | 09     |
| 4.  | Bolivien    | 4   | 1 | 0 | 3 | 005:110 | −6    | 03     |
| 5.  | Peru        | 4   | 0 | 0 | 4 | 003:900 | −6    | 0      |

|                                |   |             |           |
| 4. November 2010 in Latacunga  |   |             |           |
| Argentinien                    | – | Bolivien    | 3:0 (2:0) |
| Ecuador                        | – | Chile       | 1:2 (1:2) |
| 6. November 2010 in Ambato     |   |             |           |
| Chile                          | – | Argentinien | 1:2 (0:1) |
| Ecuador                        | – | Peru        | 2:1 (1:1) |
| 8. November 2010 in Riobamba   |   |             |           |
| Chile                          | – | Bolivien    | 3:0 (2:0) |
| Argentinien                    | – | Peru        | 2:0 (0:0) |
| 10. November 2010 in Ambato    |   |             |           |
| Peru                           | – | Chile       | 1:3 (1:1) |
| Bolivien                       | – | Ecuador     | 3:4 (1:1) |
| 12. November 2010 in Latacunga |   |             |           |
| Bolivien                       | – | Peru        | 2:1 (1:1) |
| Ecuador                        | – | Argentinien | 1:0 (1:0) |

### Gruppe B
| Pl. | Land      | Sp. | S | U | N | Tore    | Diff. | Punkte |
| --- | --------- | --- | - | - | - | ------- | ----- | ------ |
| 1.  | Brasilien | 4   | 4 | 0 | 0 | 013:100 | +12   | 12     |
| 2.  | Kolumbien | 4   | 3 | 0 | 1 | 017:200 | +15   | 09     |
| 3.  | Paraguay  | 4   | 2 | 0 | 2 | 008:600 | +2    | 06     |
| 4.  | Venezuela | 4   | 1 | 0 | 3 | 005:150 | −10   | 03     |
| 5.  | Uruguay   | 4   | 0 | 0 | 4 | 002:210 | −19   | 0      |

|                             |   |           |           |
| 5. November 2010 in Loja    |   |           |           |
| Paraguay                    | – | Kolumbien | 0:3 (0:1) |
| Brasilien                   | – | Venezuela | 4:0 (3:0) |
| 7. November 2010 in Loja    |   |           |           |
| Venezuela                   | – | Paraguay  | 0:4 (0:0) |
| Uruguay                     | – | Brasilien | 0:4 (0:3) |
| 9. November 2010 in Azogues |   |           |           |
| Kolumbien                   | – | Venezuela | 5:0 (2:0) |
| Paraguay                    | – | Uruguay   | 4:0 (3:0) |
| 11. November 2010 in Cuenca |   |           |           |
| Venezuela                   | – | Uruguay   | 5:2 (3:1) |
| Kolumbien                   | – | Brasilien | 1:2 (0:2) |
| 13. November 2010 in Cuenca |   |           |           |
| Uruguay                     | – | Kolumbien | 0:8 (0:3) |
| Brasilien                   | – | Paraguay  | 3:0 (2:0) |

## Finalrunde
| Pl. | Land        | Sp. | S | U | N | Tore    | Diff. | Punkte |
| --- | ----------- | --- | - | - | - | ------- | ----- | ------ |
| 1.  | Brasilien   | 3   | 3 | 0 | 0 | 012:100 | +11   | 09     |
| 2.  | Kolumbien   | 3   | 1 | 1 | 1 | 002:600 | −4    | 04     |
| 3.  | Chile       | 3   | 0 | 2 | 1 | 002:400 | −2    | 02     |
| 4.  | Argentinien | 3   | 0 | 1 | 2 | 000:500 | −5    | 01     |

|                                |   |             |           |
| 17. November 2010 in Latacunga |   |             |           |
| Chile                          | – | Kolumbien   | 1:1 (0:1) |
| Brasilien                      | – | Argentinien | 4:0 (2:0) |
| 19. November 2010 in Latacunga |   |             |           |
| Chile                          | – | Argentinien | 0:0       |
| Brasilien                      | – | Kolumbien   | 5:0 (1:0) |
| 21. November 2010 in Quito     |   |             |           |
| Kolumbien                      | – | Argentinien | 1:0 (0:0) |
| Chile                          | – | Brasilien   | 1:3 (1:2) |

## Schiedsrichterinnen
- Estela Álvarez
- Sirley Cornejo
- Ana Marques
- Carolina González
- Adriana Correa
- Juana Delgado
- Norma González
- Silvia Reyes
- Gabriela Bandeira
- Yanina Mujica

## Beste Torschützinnen
| Rang | Spielerin         | Tore |
| ---- | ----------------- | ---- |
| 1    | Marta             | 9    |
| 2    | Cristiane         | 8    |
| 3    | Yoreli Rincón     | 5    |
| 4    | Gloria Villamayor | 4    |
| 5    | Karen Araya       | 3    |
|      | Francisca Lara    | 3    |
|      | Palmira Loayza    | 3    |
|      | Mónica Quinteros  | 3    |